# Papillaria bazzaccoi
Papillaria bazzaccoi är en bladmossart som beskrevs av Tosco och Piovano 1956. Papillaria bazzaccoi ingår i släktet Papillaria och familjen Meteoriaceae. Inga underarter finns listade i Catalogue of Life.